# Phragmopyxis noelii
Phragmopyxis noelii är en svampart som beskrevs av J.W. Baxter 1964. Phragmopyxis noelii ingår i släktet Phragmopyxis och familjen Uropyxidaceae.   Inga underarter finns listade i Catalogue of Life.